# (2710) Veverka
(2710) Veverka – planetoida z pasa głównego asteroid okrążająca Słońce w ciągu 3 lat i 284 dni w średniej odległości 2,43 j.a. Została odkryta 23 marca 1982 roku w Lowell Observatory (Anderson Mesa Station) przez Edwarda Bowella. Nazwa planetoidy pochodzi od Josepha Veverki, amerykańskiego astronoma. Przed nadaniem nazwy planetoida nosiła oznaczenie tymczasowe (2710) 1982 FQ.